# Nu Virgos
Nu Virgos (tiếng Ukraina: ВІА Гра) là tên được sử dụng để quảng bá cho nhóm nhạc VIA Gra bên ngoài lãnh thổ Ukraina và các quốc gia lân cận khác. Cái tên VIA Gra là một trò chơi ba chữ: nó là một từ ám chỉ đến thuốc cũng là ba chữ cái đầu tiên là viết tắt của "hòa tấu nhạc cụ" trong tiếng Ukraina và có nghĩa là "trò chơi" hoặc "chơi" trong tiếng Ukraina và nó cũng là một chữ ký của họ của hai cô gái đầu tiên của nhóm, Vinnitskaya và Granovskaya, tên thời con gái ban đầu của Nadya Meikher. Nu Virgos là một nhóm nhạc nữ Ukraina đã lọt vào bảng xếp hạng ở Ukraina và Nga vào tháng 9 năm 2000 với đĩa đơn đầu tiên " Popytka No. 5 " ("Nỗ lực số 5").

## Các thành viên
| Mốc thời gian                | Các giọng ca      | Các giọng ca           | Các giọng ca                | Các giọng ca   |
| ---------------------------- | ----------------- | ---------------------- | --------------------------- | -------------- |
| September 2000—April 2002    | Alena Vinnitskaya | —                      | Nadia Meikher               | —              |
| April 2002—September 2002    | Alena Vinnitskaya | Sedokova Anna          | Tatiana Naynik              | —              |
| September 2002—November 2002 | Alena Vinnitskaya | Sedokova Anna          | Meikher Nadezhda            | Tatiana Naynik |
| November 2002—January 2003   | Alena Vinnitskaya | Sedokova Anna          | Meikher Nadezhda            | —              |
| January 2003—May 2004        | Brezhneva Vera    | Sedokova Anna          | Meikher Nadezhda            | —              |
| May 2004—September 2004      | Brezhneva Vera    | Loboda Svetlana        | Meikher Nadezhda            | —              |
| September 2004—January 2006  | Brezhneva Vera    | Dzhanabaeva Albina     | Meikher Nadezhda            | —              |
| January 2006—April 2006      | Brezhneva Vera    | Dzhanabaeva Albina     | Kots-Gotlib Kristina        | —              |
| April 2006—April 2007        | Brezhneva Vera    | Dzhanabaeva Albina     | Romanovskaya-Koryagina Olga | —              |
| April 2007—July 2007         | Brezhneva Vera    | Dzhanabaeva Albina     | Bagaudinova Meseda          | —              |
| July 2007—March 2008         | —                 | Dzhanabaeva Albina     | Bagaudinova Meseda          | —              |
| March 2008—January 2009      | Kotova Tatiana    | Dzhanabaeva Albina     | Bagaudinova Meseda          | —              |
| January 2009—March 2010      | Kotova Tatiana    | Dzhanabaeva Albina     | Meikher Nadezhda            | —              |
| March 2010—November 2011     | Layah             | Dzhanabaeva Albina     | Meikher Nadezhda            | —              |
| December 2011—September 2012 | Layah             | Dzhanabaeva Albina     | Dimopulos Santa             | —              |
| October 2012—December 2012   | Layah             | Dzhanabaeva Albina     | —                           | —              |
| December 2012-October 2013   | —                 | —                      | —                           | —              |
| November 2013—March 2018     | Gerceg Erika      | Kozhevnikova Anastasia | Misha Romanova              | —              |
| March 2018–September 2018    | Gerceg Erika      | Kozhevnikova Anastasia | Meganskaya Olga             | —              |
| September 2018-May 2020      | Gerceg Erika      | Sinetskaya Ulyana      | Meganskaya Olga             | —              |
| TBA 2020                     | —                 | Sinetskaya Ulyana      | Meganskaya Olga             | —              |

## Danh sách đĩa hát
- Popytka số 5 (2001)
- Dừng lại! Snyato! (2003)
- Sinh học (2003)
- Dừng lại! Dừng lại! Dừng lại! (2004)
- LML (2006)